# Stretchia pacifica
Stretchia pacifica là một loài bướm đêm trong họ Noctuidae.